# Photographic
«Photographic» es una canción del grupo inglés de música electrónica Depeche Mode compuesta por Vince Clarke, publicada originalmente en el álbum recopilación de varios artistas llamado Some Bizzare Album de 1981 y solo unos meses después en su álbum debut Speak & Spell del mismo año, para el que se produjo nuevamente. En su versión inicial fue la primera canción de Depeche Mode incluida en un disco.

## Versión de Some Bizzare Album
La canción se grabó originalmente como una demo. La primera versión data de cuando Vince Clarke era el vocalista en "Composition Of Sound" en 1980 junto a una canción que no fue publicada llamada "Television Set" además de otros dos temas sin título, originales del grupo, estas eran versiones simples, junto con "Ice Machine" y una canción que nunca fue publicada llamada "Radio News", aunque ya era incluida desde 1980 durante sus presentaciones en vivo.
En un principio los integrantes se sintieron indecisos de aparecer en un “recopilatorio futurista”, sin embargo al acercarse a algunas compañías de música sus grabaciones fueron rechazadas, hasta que encontraron su oportunidad en una compilación en LP hecha por el promotor de música electrónica Stephen John Pearce, más conocido como Stevo, quien al escucharlos tocar en vivo con Fad Gadget les ofreció incluir alguna de sus canciones en el disco Some Bizzare Album; aunque según la biografía del grupo de Steve Malins desde aquella ocasión el tema habría sido informalmente producido por Daniel Miller, quien en un principio también rechazara a Depeche Mode.
Fue así el primer tema de DM dado a conocer en un disco, y Stevo solo la incluyó en su compilación pero no la produjo; esta fue producida exclusivamente por Depeche Mode.
Esa versión, de apenas 3:13 de duración, en realidad tiene un sonido muy básico, en el cual el incipiente Depeché Mode (así apareció acreditado en el Some Bizzare Album) era más un émulo de grupos synthpop de la época que un proyecto con identidad propia, apoyándose solo en los recursos que les proporcionaban sus sintetizadores, así como el registro grave de David Gahan sin ninguna inflexión en la voz, de modo más intencional que por sus carencias como cantante en aquel momento, pues Clarke buscaba deliberadamente un sonido artificial haciendo hincapié en el carácter sintético de su música. De acuerdo a la misma biografía de Malins, esta primera versión del tema fue grabada y mezclada en un día.
Para la compilación de sencillos de 1998 The Singles 81>85, como extra se incluyó por primera vez en un material de DM esta versión primigenia de Photographic.

## Versión de Speak & Spell
Ya bajo la batuta de Daniel Miller la canción fue rehecha en más de un sentido para incluirla en Speak & Spell, el primer disco de larga duración de Depeche Mode, pues hasta la letra fue ligeramente alterada para hacerla menos cándida, con un sonido aún más sintético, poco más larga y, sobre todo, con un evidente mayor trabajo de posproducción, lo cual le dio cierto toque oscuro. Por lo mismo, su mayor detalle en ese álbum es que desentona con el discurso meramente electro-pop que forman en conjunto todos los temas, además, en Speak & Spell aparece continuada con el tema Tora! Tora! Tora! de Martin Gore, el cual es otra propuesta dramática y más oscura que el resto del disco.
Photographic es un tema compuesto por Vince Clarke, el cual muestra sus propias tendencias musicales y su completo interés por el género electrónico en un sentido más bien purista, pues incluso la letra hace una analogía sobre deseo sensual y tecnología, sin embargo después del tratamiento que le diera Daniel Miller para Speak & Spell adquirió un tinte más tenue y dramático, consiguiendo así una canción más comercial, lo cual de acuerdo a algunas versiones acabaría siendo uno de los factores determinantes en la decisión de Clarke de abandonar Depeche Mode, pues él optaba por un electro más meloso como se aprecia en casi todo el disco Speak & Spell..
Para esta segunda versión definitiva del álbum, la vocalización de David Gahan fue mucho más inflexiva con secciones clave a dos voces, aunque no queda claro quien hizo la segunda voz en la grabación, sí Martin Gore o el mismo Clarke (aparentemente fue Gore), pues en ese disco todavía se buscaba que los otros tres integrantes tuvieran una equilibrada participación vocal, lo cual revelan los créditos del propio álbum, que textualmente dicen “Teclados y Voces, Depeche Mode”.

## En directo
En años recientes, Photographic junto con el temprano éxito Just Can't Get Enough, también compuesto por Clarke y también incluido en Speak & Spell, han sido los únicos temas de aquel disco incorporados en conciertos de Depeche Mode, como los ofrecidos durante la gira de 2005-06 Touring the Angel, en donde se interpretaban uno u otro opcionalmente, solamente cambiando el efecto sintético de percusión por la batería acústica, con lo cual conserva su calidad de eminentemente electrónico.
Después se incorporó en 2010 en la última etapa de la gira Tour of the Universe del álbum Sounds of the Universe solo dos ocasiones.
Durante las giras 1980 Tour, 1981 Tour, See You Tour, Broken Frame Tour, Black Celebration Tour, Touring the Angel y  Tour of the Universe se interpretó la versión Some Bizzare, mientras en las giras Construction Tour y Some Great Tour se interpretó la versión de Speak & Spell.